# Hypsicera bicolor
Hypsicera bicolor là một loài tò vò trong họ Ichneumonidae.